# Пляж Самиль
Пляж Самиль (исп. Playa de Samil) — главный пляж в городе Виго, в испанской провинции Галисия. Расположен недалеко от островов Сиес, рядом с устьем реки Лагарес. Пляж имеет протяжённость 1700 метров и ширину до 15 метров отмечен Голубым флагом.

## Описание
Пляж расположен к западу от Виго. Представляет собой обширный песчаный участок берега, заканчивающийся в северной части каменистым участком и дюнами. Является одним из самых посещаемых и известных пляжей на галисийском побережье.
Пляж обустроен спортивными площадками, душевыми, мойками для ног, подъездами для инвалидов. Здесь также есть площадки для пикников, зелёные зоны, бассейны, игровые площадки, пункты проката, посты охраны и спасателей, медпункт. В непосредственной близости от пляжа расположены объекты туристической инфраструктуры — рестораны, отели, дискотеки, кемпинги, боулинг, футбольные поля и теннисные корты.
В северной части пляжа есть участки, используемые нудистами. Популярен этот пляж и среди любителей ночных развлечений. На пляже Самиль ежегодно проводится фестиваль Vigo Air.
Рядом с пляжем находится памятник «Похищение Европы» галисийского скульптора Хуана Оливейры Виейтеса. Он представляет собой финикийскую принцессу Европу из греческой мифологии верхом на быке. Его высота 7 метров, а вес — 1500 кг. Скульптура стоит на гранитной скале посреди небольшой площади с фонтанами.